# Дворник на Луне
«Дворник на Луне» — российский мультипликационный фильм в технике перекладки, снятый по сценарию режиссёра Константина Голубкова в 2007 году школой-студией анимационных фильмов «ШАР».

## Сюжет
Сюжет фильма основан на стихотворении Даниила Хармса «Постоянство веселья и грязи», в котором присутствуют строчки:
А дворник с чёрными усами
Стоит опять под воротами
И чешет грязными руками
Под грязной шапкой свой затылок.
Этот персонаж является центральной фигурой картины. Фильм повествует о вечном стремлении человека к прекрасному, доходящем иногда до полного отказа от «земного» существования. Дворник так переполнен высоким чувством, что не в силах больше мести двор и уплывает на лодке-месяце в небеса…

## Участие в фестивалях
В 2008 году фильм участвовал в следующих кинофестивалях:
- открытый российский фестиваль анимационного кино в Суздале;
- международный анимационный фестиваль в Хиросиме;
- международный анимационный фестиваль в Саппоро;
- участие в рамках российской программы «XXX» московского международного кинофестиваля;
- международный кинофестиваль «КРОК».